# ناتالي موريس
ناتالي موريس (بالإنجليزية: Natali Morris)‏ هي مدونة صوتية وصحفية أمريكية، ولدت في 28 أغسطس 1978 في سان ليندرو في الولايات المتحدة.